# Fun radio
Fun rádio je komerční slovenská rozhlasová stanice ze skupiny Radio Group s jediným akcionářem Borisem Kollárem.

## Vysílání
Fun rádio začalo vysílat 10. června 1990. Vysílání trvalo původně 4 hodiny denně, zbytek přebíralo z francouzského Fun Radia. Postupně se doba vlastního vysílání rozšířila až na 24 hodín denně.
Rádio je zaměřeno na mladšího a progresivnějšího posluchače. Moderováno je v pracovních dnech od 6:00 do 20:00 a o víkendech a svátcích od 8:00 do 18:00 hodin.
Rádio vysílá prostřednictvím 17 pozemních vysílačů, internetu, satelitu a kabelových rozvodů. Fun rádio nabízí rovněž vlastní podcasty, streamy a videa. Čtyři aktuální streamy jsou zaměřeny na hudbu z 80. a 90. let, slovenskou a českou hudbu (CZSK), taneční hudbu (Dance) a oddychovou hudbu (Chill). Před Vánoci je obvykle v provozu i vánoční stream.

## Poslechovost
Fun Radio je s poslechovostí 10,27 % (podle průzkumu Market & Media & Lifestyle společnosti Median SK) třetí nejposlouchanější rozhlasovou stanicí.

## Vlastnické vztahy
Držitelem licence na vysílání Fun rádia je společnost Radio, a. s.

## Moderátoři
- Petra "Dalila" Bernasovská
- Matej "Sajfa" Cifra
- Lenka Čviriková Hriadelová
- Adela Vinczeová (Banášová)
- Vera Wisterová
- Milan "Junior" Zimnýkoval
- Marcel Forgáč
- Dagmar „Didiana“ Dianová
- Ľudovít "Mravec" Jakubove
- Peter "Kočík" Kočiš
- Martina "Maca" Zábranská
- Jana "Tatranka" Majeská (Boráková)
- Martin Nikodým
- Ľuboš Sarnovský
- Nikol Stankovianská
- Andrea Imrichová
- Katarína "Kava" Vargová
- Vladimír Voštinár
- Lucia Nosko (Palšovičová)
- Peter "Šarkan" Novák

a další

## Zajímavosti
Na podzim roku 2007 Fun Rádio spustilo originální reklamní kampaň svého Ranního vysílání. Fiktivní Spolok pre reguláciu zábavy protestoval před sídlem Fun radia na Leškově ulici v Bratislavě, údajně proto, že jeho členové považují ranní vysílání za netaktně zábavné. Obidvaja moderátori sa im a aj ostatným ľuďom viackrát ospravedlnili v televízii.
Fun rádio roku 2019 zajímavým způsobem informovalo o nedostupnosti Wikipedie.

## Loga dalších verzí

Logo verze „Live“
Logo verze „Leto“
Logo verze „Dance“
Logo verze „CZ-SK“
Logo verze „80's-90's“
Logo verze „Chill“